# Надвірнянська міська територіальна громада
Надвірня́нська міська́ грома́да — територіальна громада в Україні, в Надвірнянському районі Івано-Франківської області. Адміністративний центр — м. Надвірна.
Площа громади — 192,9 км², населення — 43 125 осіб (2020).

## Населені пункти
У складі громади 1 місто (Надвірна) і 12 сіл:
- Верхній Майдан
- Гвізд
- Красна
- Лісна Велесниця
- Лісна Тарновиця
- Лоєва
- Мирне
- Млини
- Молодків
- Назавизів
- Парище
- Стримба